# Непал на летних Паралимпийских играх 2020
Непал на летних Паралимпийских играх 2020, прошедших в Токио 24 августа — 5 сентября 2021 года, был представлен одной спортсменкой в соревнованиях по тхэквондо. 3 сентября 2021 года Палеша Говердхан соревновалась в весовой категории до 58 кг. На стадии 1/8 финала она уступила будущей победительнице турнира, британке Бет Мунро. В утешительном четвертьфинале она победила американку Брианну Салинаро, в утешительном полуфинале — сербку Марию Мичев. В матче за третье место проиграла китаянке Ли Юйцзе.

## Тхэквондо
| Спортсмен        | Дисциплина        | 1/8 финала                                | Утешительный четвертьфинал         | Утешительный полуфинал            | Матч за 3-е место               | Место |
| Спортсмен        | Дисциплина        | Соперник Результат                        | Соперник Результат                 | Соперник Результат                | Соперник Результат              | Место |
| ---------------- | ----------------- | ----------------------------------------- | ---------------------------------- | --------------------------------- | ------------------------------- | ----- |
| Палеша Говердхан | Женщины, до 58 кг | Бет Мунро (Великобритания) Поражение 8-21 | Брианна Салинаро (США) Победа 10-0 | Мария Мичев (Сербия) Победа 23-15 | Ли Юйцзе (Китай) Поражение 9-12 | 5     |